# Thyrosticta cowani
Thyrosticta cowani är en fjärilsart som beskrevs av Griveaud 1964. Thyrosticta cowani ingår i släktet Thyrosticta och familjen björnspinnare. Inga underarter finns listade i Catalogue of Life.